# Josef Macháček (1862)
Josef Macháček (4. března 1862 Nový Brázdim – 22. října 1929 Praha) byl rakouský a český průmyslník, manažer a politik, na počátku 20. století poslanec Českého zemského sněmu; ředitel Českomoravské továrny na stroje.

## Biografie
Dlouhodobě byl ředitelem Českomoravské továrny na stroje a podílel se na budování tohoto podniku. Později byl členem výkonného výboru a správní rady firmy Českomoravská Kolben-Daněk. Měl titul komerčního rady. Publikoval odborné práce z oboru dějin strojírenství. V letech 1901–1904 zasedal v zastupitelstvu města Prahy.
Počátkem 20. století se zapojil i do zemské politiky. Ve volbách v roce 1901 byl zvolen do Českého zemského sněmu v kurii městské (volební obvod Praha-Josefov, Libeň). Politicky se uvádí coby člen mladočeské strany. Profesně se tehdy uváděl jako účetní v Libni. Mandát obhájil ve volbách v roce 1908.
Profesně činný v manažerských funkcích v ČKD byl až do pozdního věku. Do penze odešel teprve na jaře 1929. Zemřel v říjnu 1929 na následky záchvatu mrtvice, prodělané o šest týdnů dříve. Byl pohřben na Vyšehradském hřbitově, za účasti četných veřejných představitelů.